# DeVaughn Akoon-Purcell
Pour les articles homonymes, voir Purcell.
DeVaughn Akoon-Purcell, né le 5 juin 1993 à Orlando, Floride, est un joueur américano-trinidadien de basket-ball. Il évolue aux postes d'arrière et d'ailier.

## Biographie

### Carrière universitaire
Akoon-Purcell passe ses deux premières années universitaires à l'Eastern Oklahoma State CC entre 2012 et 2014.
Puis, il poursuit son cursus universitaire à l'université d'État de l'Illinois où il joue pour les Redbirds entre 2014 et 2016.

### Carrière professionnelle
Le 23 juin 2016, lors de la draft 2016 de la NBA, automatiquement éligible, il n'est pas sélectionné.
Le 11 août 2016, il signe son premier contrat professionnel au Danemark chez les Bakken Bears.
Le 7 août 2018, il signe un contrat two-way avec les Nuggets de Denver.
Le 19 décembre 2018, il s'engage avec l'Hapoël Tel-Aviv.

## Statistiques

### Universitaires
| Saison    | Équipe                    | Matchs | Titul. | Min./m | % Tir | % 3pts | % LF | Rbds/m. | Pass/m. | Int/m. | Ctr/m. | Pts/m. |
| --------- | ------------------------- | ------ | ------ | ------ | ----- | ------ | ---- | ------- | ------- | ------ | ------ | ------ |
| 2012-2013 | Eastern Oklahoma State CC |        |        |        |       |        |      |         |         |        |        |        |
| 2013-2014 | Eastern Oklahoma State CC |        |        |        |       |        |      |         |         |        |        |        |
| 2014-2015 | Illinois State            | 29     | 18     | 25,3   | 42,4  | 33,3   | 77,1 | 5,45    | 1,28    | 0,97   | 0,17   | 12,31  |
| 2015-2016 | Illinois State            | 32     | 30     | 28,0   | 43,1  | 26,0   | 71,5 | 4,94    | 1,88    | 0,94   | 0,41   | 14,09  |
| Total     |                           | 61     | 48     | 26,7   | 42,8  | 30,1   | 73,9 | 5,18    | 1,59    | 0,95   | 0,30   | 13,25  |

### Professionnelles
| Saison    | Équipe       | Matchs | Titul. | Min./m | % Tir | % 3pts | % LF | Rbds/m. | Pass/m. | Int/m. | Ctr/m. | Pts/m. |
| --------- | ------------ | ------ | ------ | ------ | ----- | ------ | ---- | ------- | ------- | ------ | ------ | ------ |
| 2016-2017 | Bakken Bears | 5      | 4      | 23,2   | 58,9  | 40,0   | 83,3 | 3,40    | 1,80    | 2,20   | 0,60   | 22,80  |

Mise à jour le 19 novembre 2016

## Palmarès
- NABC All-District (16) Second Team (2016)
- MVC All-Conference Second Team (2016)
- MVC Newcomer of the Year (2015)
- MVC All-Newcomer Team (2015)
- Paradise Jam All-Tournament Team (2015)